# Kim Bo-sub
Đây là một tên người Triều Tiên, họ là Kim.
Kim Bo-sub (sinh ngày 10 tháng 1 năm 1998) là một tiền vệ bóng đá Hàn Quốc thi đấu cho Incheon United.